# Косов Василь Володимирович
Василь Володимирович Косов (10 березня 1910, станиця Урюпінська Хоперського округу Області Війська Донського, тепер місто Урюпінськ Волгоградської області, Російська Федерація — 11 квітня 1996, місто Єкатеринбург, Російська Федерація) — радянський державний діяч, 1-й секретар Тюменського обласного комітету КПРС, 2-й секретар ЦК КП Естонії. Член Бюро ЦК КП Естонії в 1950—1953 роках. Кандидат у члени ЦК КПРС у 1956—1961 роках. Депутат Верховної ради СРСР 5-го скликання.

## Життєпис
Народився в селянській родині. У 1921—1928 роках — учень шкіл I-го, II-го ступенів станиці Урюпінської Царицинської (з 1925 року — Сталінградської) губернії. У 1926 році вступив до комсомолу.
У липні 1928 — травні 1930 року — пресувальник, закатувальник, автоматник баночного цеху Урюпінського консервного заводу.
У травні — вересні 1930 року — завідувач агітаційно-пропагандистського відділу Урюпінського районного комітету ВЛКСМ Нижньоволзького краю.
У вересні 1930 — лютому 1931 року — секретар редакції районної газети в станиці Березовській Нижньоволзького краю.
Член ВКП(б) з січня 1931 року.
У лютому — жовтні 1931 року — завідувач організаційного відділу, відповідальний секретар Березовського районного комітету ВЛКСМ Нижньоволзького краю.
У жовтні 1931 — червні 1932 року — заступник директора Комсомольської машинно-тракторної станції Березовського району Нижньоволзького краю.
З червня по жовтень 1932 року не працював, проживав у місті Урюпінську і готувався до вступу до вищого навчального закладу.
У жовтні 1932 — грудні 1934 року — в Червоній армії: курсант, командир взводу, політичний керівник батальйонної школи в місті Саратові.
У лютому — грудні 1935 року — заступник директора, в грудні 1935 — лютому 1937 року — директор Свердловської ватно-кошмовальної фабрики.
У лютому — травні 1937 року — заступник секретаря комітету ВКП(б) Верх-Ісетського металургійного заводу в місті Свердловську.
У травні — серпні 1937 року — помічник директора електростанції в місті Свердловську.
У серпні — грудні 1937 року — керуючий об'єднанням підприємств Свердловської обласної дитячої комісії.
У грудні 1937 — травні 1938 року — інструктор Свердловського міського комітету ВКП(б).
У травні — грудні 1938 року — 1-й секретар Октябрського районного комітету ВКП(б) міста Свердловська.
У грудні 1938 — лютому 1939 року — виконувач обов'язків 1-го секретаря Свердловського обласного комітету ВЛКСМ. У лютому 1939 — березні 1940 року — 1-й секретар Свердловського обласного комітету ВЛКСМ.
У березні 1940 — березні 1941 року — завідувач організаційно-інструкторського відділу Свердловського обласного комітету ВКП(б).
12 березня 1941 — червень 1942 року — секретар Свердловського обласного комітету ВКП(б) із кадрів.
У червні 1942 — квітні 1945 року — 2-й секретар Свердловського міського комітету ВКП(б).
У квітні 1945 — грудні 1946 року — відповідальний організатор Управління кадрів ЦК ВКП(б).
У грудні 1946 — травні 1949 року — 2-й секретар Новосибірського обласного комітету ВКП(б).
У травні 1949 — липні 1950 року — інспектор ЦК ВКП(б).
1 липня 1950 — 20 серпня 1953 року — 2-й секретар ЦК КП(б) Естонії.
У червні 1953 — серпні 1954 року — інспектор ЦК КПРС.
У серпні 1954 — вересні 1955 року — завідувач сектора відділу партійних органів ЦК КПРС по РРФСР.
У вересні — грудні 1955 року — інспектор ЦК КПРС.
У грудні 1955 — квітні 1961 року — 1-й секретар Тюменського обласного комітету КПРС.
З квітня 1961 по квітень 1962 року не працював через хворобу.
У квітні 1962 — травні 1965 року — помічник директора Омського шинного заводу із кадрів.
З травня 1965 року — персональний пенсіонер союзного значення.
Помер 11 квітня 1996 року в місті Єкатеринбурзі. Похований на Широкореченському цвинтарі Єкатеринбурга.

## Нагороди
- два ордени Леніна (20.07.1950, .03.1960)
- орден Вітчизняної війни ІІ ст.
- два ордени Трудового Червоного Прапора (.01.1943, .01.1957)
- медаль «За доблесну працю у Великій Вітчизняній війні 1941—1945 рр.» (1945)
- медаль «За освоєння цілинних земель» (1957)
- медаль «За трудову доблесть» (25.12.1959)
- медаль «За доблесну працю. В ознаменування 100-річчя з дня народження Володимира Ілліча Леніна» (1969)
- медаль «Ветеран праці» (1979)
- медаль «30 років перемоги у Великій Вітчизняній війні 1941-1945 рр.» (1975)
- медаль «40 років перемоги у Великій Вітчизняній війні 1941-1945 рр.» (1985)
- медаль «50 років перемоги у Великій Вітчизняній війні 1941-1945 рр.» (1995)
- дві Великі золоті медалі ВДНГ СССР (.11.1957, .09.1958)
- Мала золота медаль ВДНГ СССР (.07.1960)
- медалі